# Nederlandse kampioenschappen schaatsen afstanden 2011 - 10.000 meter mannen
De 10.000 meter mannen op de Nederlandse kampioenschappen schaatsen afstanden 2011 werd gehouden op zondag 7 november 2010. Er waren vijf plaatsen te verdelen voor de wereldbeker schaatsen 2010/2011. Titelhouder Sven Kramer, die de titel pakte tijdens de Nederlandse kampioenschappen schaatsen afstanden 2010, ontbrak op dit kampioenschap. Bob de Jong bezat, bij afwezigheid van Kramer, als enige schaatser een beschermde status.

## Statistieken

### Uitslag
| #      | Schaatser           | Tijd     |
| ------ | ------------------- | -------- |
| Goud   | Bob de Jong         | 12.59,95 |
| Zilver | Bob de Vries        | 13.08,13 |
| Brons  | Jorrit Bergsma      | 13.11,54 |
| 4      | Arjen van der Kieft | 13.19,51 |
| 5      | Ted-Jan Bloemen     | 13.20,22 |
| 6      | Robert Bovenhuis    | 13.20,80 |
| 7      | Willem Hut          | 13.23,69 |
| 8      | Wouter olde Heuvel  | 13.28,37 |
| 9      | Renz Rotteveel      | 13.49,33 |
| –      | Jan Blokhuijsen     | DQ       |
| –      | Mark Ooijevaar      | DQ       |

### Loting
| Rit | Binnenbaan          | Buitenbaan         |
| --- | ------------------- | ------------------ |
| 1   |                     | Renz Rotteveel     |
| 2   | Robert Bovenhuis    | Jorrit Bergsma     |
| 3   | Mark Ooijevaar      | Bob de Vries       |
| 4   | Jan Blokhuijsen     | Willem Hut         |
| 5   | Ted-Jan Bloemen     | Wouter olde Heuvel |
| 6   | Arjen van der Kieft | Bob de Jong        |

1987 · 
1988 · 
1989 · 
1990 · 
1991 · 
1992 · 
1993 · 
1994 · 
1995 · 
1996 · 
1997 · 
1998 · 
1999 · 
2000 · 
2001 · 
2002 · 
2003 · 
2004 · 
2005 · 
2006 · 
2007 · 
2008 · 
2009 · 
2010 · 
2011 · 
2012 · 
2013 · 
2014 · 
2015 · 
2016 · 
2017 · 
2018 · 
2019 · 
2020 · 
2021 · 
2022 · 
2023 · 
2024 · 
2025